# Avenida Concha y Toro
La Avenida Concha y Toro es la principal arteria de la comuna de Puente Alto, atravesándola de norte a sur. A partir de la intersección con Elisa Correa (hacia el norte), toma el nombre de Avenida Vicuña Mackenna, manteniendo ese nombre hasta Plaza Baquedano, en las comunas de Santiago y Providencia, donde comienza.
Su nombre proviene de la Viña Concha y Toro ubicada en el extremo sur de dicha avenida.

## Historia
Antiguamente, cuando Puente Alto no estaba fusionado con Santiago esta avenida era llamada Ruta CH-73, que llegaba desde el centro de Puente Alto hasta que comenzaba la metrópoli de Santiago. Posteriormente, con la expansión que ocurrió en el sector suroriente de la capital, las comunas de La Florida y Puente Alto quedaron unidas y el fin de la avenida se cambió hasta el límite de la comuna, a la altura de la calle Salvador Sanfuentes.
En su trayecto se cruza con las Avenidas Gabriela Oriente y Gabriela Poniente, con la Avenida San Carlos, también con la Avenida Domingo Tocornal y con la Avenida Eyzaguirre. Además se encuentra en su trayecto el Hospital Sótero del Río, la Municipalidad de Puente Alto, la Fundación Protectora de la Infancia, la Plaza de Armas de Puente Alto y el Río Maipo.
Actualmente la avenida cuenta con 8 vías para circulación de vehículos hasta la Plaza de Armas de Puente Alto, de las cuales 6 corresponden a transporte de vehículos particulares (3 en cada sentido) y 2 vías para el corredor segregado del sistema de transporte público Red Metropolitana de Movilidad. Paralela a esta avenida va la Línea 4 del Metro de Santiago, que conecta la comuna con el resto de las comunas del Gran Santiago. Además la avenida cuenta con ciclovías en la gran mayoría de su extensión; al sur de la plaza, la avenida cuenta con 6 vías, que luego disminuyen a 2 antes de su paso por el Río Maipo, hasta llegar a su fin en la calle Ramón Subercaseaux, en la comuna de Pirque.
- Datos: Q5713487
- Multimedia: Avenida Concha y Toro / Q5713487